# بني ذيبان (بني سعد)

تعديل مصدري - تعديل

بني ذيبان هي إحدى قرى عزلة بني الشويشى بمديرية بني سعد التابعة لمحافظة المحويت، بلغ تعداد سكانها 82 نسمة حسب تعداد اليمن لعام 2004.